# 네오 네드
《네오 네드》(영어: Neo Ned)는 2005년 개봉한 미국의 독립 로맨틱 드라마 영화이다.

## 출연진
- 제러미 레너
- 개브리엘 유니언
- 샐리 커클런드
- 케리 엘위스
- 에디 케이 토머스
- 이선 수플리
- 주세피 앤드루스
- 스티브 레일즈백
- 리처드 릴리
- 마이클 셰이머스 와일스